# Nyando
Nyando är ett av Kenyas 71 administrativa distrikt, och ligger i provinsen Nyanza. År 1999 hade distriktet 299 930 invånare. Huvudorten är Awasi. I distriktet ligger även bl.a. städerna Ahero och Chemelil.